# آبشار جورنگ
آبشار جورنگ (به انگلیسی: Jurong Falls) آبشاری است که در  سنگاپور واقع شده و ارتفاع کلی ریزشگاه آن ۳۰ متر است.